# Ekgöl (Locknevi socken, Småland)
Ekgöl är en sjö i Vimmerby kommun i Småland och ingår i Botorpsströmmens huvudavrinningsområde.